# Selección de fútbol playa de Paraguay
La Selección de fútbol playa de Paraguay representa a Paraguay en competiciones internacionales de fútbol playa y está controlada por la Asociación Paraguaya de Fútbol.
En 2012, participó en la primera edición de los Juegos Bolivarianos de Playa obteniendo la medalla de oro, siendo este su mayor logro.
En 2013, Paraguay se clasificó por primera vez para disputar un Campeonato Mundial de Fútbol Playa al vencer a su par de Brasil en la semifinal del torneo clasificatorio realizado en la ciudad de Merlo, Provincia de San Luis, Argentina. Además, el equipo albirrojo consiguió otro resultado histórico al propinarle a Brasil su primera derrota en torneos organizados por la Conmebol.
El 18 de septiembre de 2013, los Pynandi (pies descalzos, en guaraní) debutaron con éxito en una Copa Mundial al derrotar a su similar de Costa de Marfil por la cuenta de 10:6, por la primera jornada del Grupo D de la competición que se realiza en la isla de Tahití, parte de la Polinesia Francesa. Su participación se saldó con un triunfo frente al citado equipo africano y dos caídas ante Japón y Rusia, esta última en la prórroga, con lo cual quedó eliminado en la primera fase.
En 2015, vuelve a participar en el Mundial de Fútbol Playa llevado a cabo en Portugal, donde fue derrotado en sus dos primeros partidos contra Rusia y Tahití, y ganando finalmente al seccionado de Madagascar, quedando así fuera de la competencia y en la posición 12.

En la edición del 2017 tuvo su mejor participación, quedando entre los 8 mejores equipos del mundo, siendo derrotado en los cuartos de final contra Tahití.
En la Copa América de Futbol Playa realizado en Paraguay, los Pynandi lograron un resultado histórico al consagrarse campeones invictos de la Copa América de Futbol Playa 2022 venciendo al último campeón Brasil por 3-2 en la final.

## Estadísticas

### Copa Mundial de Fútbol Playa FIFA
| Copa Mundial de Fútbol Playa FIFA | Copa Mundial de Fútbol Playa FIFA | Copa Mundial de Fútbol Playa FIFA | Copa Mundial de Fútbol Playa FIFA | Copa Mundial de Fútbol Playa FIFA | Copa Mundial de Fútbol Playa FIFA | Copa Mundial de Fútbol Playa FIFA | Copa Mundial de Fútbol Playa FIFA |
| Año                               | Ronda                             | J                                 | G                                 | G+                                | P                                 | GF                                | GC                                |
| --------------------------------- | --------------------------------- | --------------------------------- | --------------------------------- | --------------------------------- | --------------------------------- | --------------------------------- | --------------------------------- |
| 2005                              | No participó                      | No participó                      | No participó                      | No participó                      | No participó                      | No participó                      | No participó                      |
| 2006                              | No clasificó                      | No clasificó                      | No clasificó                      | No clasificó                      | No clasificó                      | No clasificó                      | No clasificó                      |
| 2007                              | No participó                      | No participó                      | No participó                      | No participó                      | No participó                      | No participó                      | No participó                      |
| 2008                              | No clasificó                      | No clasificó                      | No clasificó                      | No clasificó                      | No clasificó                      | No clasificó                      | No clasificó                      |
| 2009                              | No clasificó                      | No clasificó                      | No clasificó                      | No clasificó                      | No clasificó                      | No clasificó                      | No clasificó                      |
| 2011                              | No clasificó                      | No clasificó                      | No clasificó                      | No clasificó                      | No clasificó                      | No clasificó                      | No clasificó                      |
| 2013                              | Fase de grupos                    | 3                                 | 1                                 | 0                                 | 2                                 | 14                                | 13                                |
| 2015                              | Fase de grupos                    | 3                                 | 1                                 | 0                                 | 2                                 | 14                                | 16                                |
| 2017                              | Cuartos de final                  | 4                                 | 2                                 | 0                                 | 2                                 | 16                                | 14                                |
| 2019                              | Fase de grupos                    | 3                                 | 1                                 | 0                                 | 2                                 | 15                                | 13                                |
| 2021                              | Fase de grupos                    | 3                                 | 1                                 | 0                                 | 2                                 | 17                                | 15                                |
| 2024                              | No clasificó                      | No clasificó                      | No clasificó                      | No clasificó                      | No clasificó                      | No clasificó                      | No clasificó                      |
| 2025                              | Fase de grupos                    | 3                                 | 0                                 | 0                                 | 3                                 | 19                                | 21                                |
| Total                             | 6/13                              | 19                                | 6                                 | 0                                 | 13                                | 95                                | 92                                |

### Campeonato de Fútbol Playa de Conmebol
| Campeonato de Fútbol Playa de Conmebol | Campeonato de Fútbol Playa de Conmebol | Campeonato de Fútbol Playa de Conmebol | Campeonato de Fútbol Playa de Conmebol | Campeonato de Fútbol Playa de Conmebol | Campeonato de Fútbol Playa de Conmebol | Campeonato de Fútbol Playa de Conmebol | Campeonato de Fútbol Playa de Conmebol |
| Año                                    | Ronda                                  | J                                      | G                                      | G+                                     | P                                      | GF                                     | GC                                     |
| -------------------------------------- | -------------------------------------- | -------------------------------------- | -------------------------------------- | -------------------------------------- | -------------------------------------- | -------------------------------------- | -------------------------------------- |
| 2006                                   | Fase de grupos                         | 5                                      | 1                                      | 0                                      | 4                                      | 20                                     | 24                                     |
| 2008                                   | Fase de grupos                         | 2                                      | 0                                      | 0                                      | 2                                      | 8                                      | 11                                     |
| 2009                                   | Fase de grupos                         | 3                                      | 1                                      | 0                                      | 2                                      | 8                                      | 14                                     |
| 2011                                   | Fase de grupos                         | 4                                      | 1                                      | 1                                      | 2                                      | 21                                     | 32                                     |
| 2013                                   | Subcampeón                             | 6                                      | 2                                      | 1                                      | 3                                      | 24                                     | 24                                     |
| 2015                                   | Subcampeón                             | 6                                      | 5                                      | 0                                      | 1                                      | 36                                     | 23                                     |
| 2017                                   | Subcampeón                             | 6                                      | 4                                      | 1                                      | 1                                      | 33                                     | 18                                     |
| 2019                                   | Tercer lugar                           | 6                                      | 4                                      | 1                                      | 1                                      | 35                                     | 21                                     |
| 2021                                   | Tercer lugar                           | 6                                      | 4                                      | 0                                      | 2                                      | 25                                     | 19                                     |
| Total                                  | 9/9                                    | 44                                     | 22                                     | 4                                      | 18                                     | 210                                    | 186                                    |

### Copa América de Fútbol Playa
| Copa América de Fútbol Playa | Copa América de Fútbol Playa | Copa América de Fútbol Playa | Copa América de Fútbol Playa | Copa América de Fútbol Playa | Copa América de Fútbol Playa | Copa América de Fútbol Playa | Copa América de Fútbol Playa |
| Año                          | Ronda                        | J                            | G                            | G+                           | P                            | GF                           | GC                           |
| ---------------------------- | ---------------------------- | ---------------------------- | ---------------------------- | ---------------------------- | ---------------------------- | ---------------------------- | ---------------------------- |
| 2016                         | Subcampeón                   | 5                            | 2                            | 0                            | 3                            | 19                           | 26                           |
| 2018                         | Subcampeón                   | 6                            | 3                            | 1                            | 2                            | 49                           | 32                           |
| 2022                         | Campeón                      | 6                            | 6                            | 0                            | 0                            | 28                           | 13                           |
| 2023                         | Cuarto lugar                 | 6                            | 3                            | 0                            | 3                            | 38                           | 26                           |
| 2025                         | Subcampeón                   | 6                            | 4                            | 0                            | 2                            | 24                           | 21                           |
| Total                        | 5/5                          | 29                           | 18                           | 1                            | 10                           | 158                          | 118                          |

## Palmarés

### Torneos oficiales
- Juegos Suramericanos de Playa:
  -  Medalla de plata (2): 2011, 2014.

- Juegos Suramericanos
  -  Medalla de oro (1): 2022

- Juegos Bolivarianos de Playa:
  -  Medalla de oro (2): 2012, 2014.
  -  Medalla de plata (1): 2016.

- Campeonato de Fútbol Playa de Conmebol
  - Subcampeón (3): 2013, 2015, 2017.

- Copa América de Fútbol Playa
  - Campeón (1): 2022
  - Subcampeón (3): 2016, 2018, 2025

- Liga Evolución de Fútbol Playa
  - Campeón (3): 2022, 2023, 2024
  - Subcampeón (2): 2017, 2018

- Copa Intercontinental de Fútbol Playa
  - Tercer Puesto (1): 2022

- Copa Neom de Fútbol Playa
  - Subcampeón (1): 2022